# Lakamapur (M) Adur, Hangal
Lakamapur (M) Adur là một làng thuộc tehsil Hangal, huyện Haveri, bang Karnataka, Ấn Độ.